# Guerre russo-persane de 1804-1813
Pour les articles homonymes, voir Guerres russo-persanes.
 (septembre 2018).
La guerre russo-persane de 1804-1813 est une des nombreuses guerres ayant eu lieu entre le royaume perse qadjar et l'Empire russe. Comme de nombreuses guerres, elle a commencé par une dispute territoriale. Le chah persan, Fath Ali, voulait consolider les marches septentrionales de son empire en sécurisant les terres près de la côte sud-ouest de la mer Caspienne (Azerbaïdjan actuel) et la Transcaucasie (Géorgie et Arménie actuelles). L'empereur russe, Alexandre Ier était, comme le chah de Perse, monté sur le trône depuis peu et déterminé à contrôler ces territoires.

## Revendications territoriales
En 1779, après la mort de Karim Khan, le souverain de la dynastie Zand qui régnait sur le sud de l'Iran, Agha Mohammad Khan, un chef de la tribu turcomane des Qadjars, réunifie l'Iran. Vers 1794, il avait déjà éliminé tous ses rivaux, dont Lotf Ali Khan, dernier souverain de la dynastie Zand. De plus, il avait aussi rétabli la souveraineté perse sur les territoires du Caucase et en Géorgie. En 1796, il est couronné chah de Perse. Agha Mohammad ayant été assassiné en 1797 c'est son neveu Fath Ali qui lui succède. Il tente de maintenir la souveraineté iranienne sur ces territoires, mais il est battu par la Russie au cours de deux guerres.
À cette époque, l'Iran a la haute main sur les khanats du Karabagh, de Chirvan, de Chaki et le khanat talysh (en). Cependant, cette autorité devient précaire quand les Russes annexent la Géorgie en 1801, territoire qui était aussi revendiqué par les Persans. Les Russes, voulant consolider et étendre leur avantage, poussent alors leurs troupes vers la frontière iranienne. L'objectif est de consolider les frontières de la Russie impériale jusqu'à la rivière Araxe, frontière de ce qui est aujourd'hui la Turquie.

## Des forces inégales
Les Russes sont incapables d'affecter une grande partie de leurs troupes à la région du Caucase, parce que l'attention d'Alexandre est continuellement distraite par les guerres avec la France, l'Empire ottoman et la Suède. Les Russes sont donc obligés de s'appuyer sur une technologie supérieure, sur l'entraînement et sur la stratégie en face d'une armée qui les surpasse de beaucoup en nombre. Certaines estimations parlent d'un avantage numérique pour les Iraniens à raison de cinq contre un. L'héritier de Fath Ali, Abbas Mirza, tente de moderniser l'armée iranienne, à l'armement totalement obsolète, en cherchant de l'aide auprès d'experts français et britanniques. Ce conflit coïncide avec la guerre anglo-russe (1807-1812) : des officiers britanniques qui accompagnaient une ambassade en Perse deviennent instructeurs et conseillers de l'armée persane. Mais cela ne retarde que de peu la défaite iranienne.

## Début de la guerre
Les commandants russes Tsitsianov et son futur successeur Goudovitch provoquent la guerre en attaquant les positions persanes d'Etchmiadzin. Goudovitch, qui échoue dans son entreprise, marche sur Erevan, où il subit un nouveau revers. De son côté Tsitsianov, prince géorgien rallié à l'Empire russe, s'empare de Gandja (3-15 janvier 1805), et soumet le Karabagh au début de l'année suivante avant d'être assassiné en 1806 dans un piège tendu par le khan de Bakou, qui feignait d'offrir sa reddition.
Malgré leurs premières incursions inefficaces, les Russes gardent l'avantage pendant la plus grande partie de la guerre, grâce à leurs troupes mieux entraînées et grâce à leur stratégie. Cependant, l'incapacité de la Russie à consacrer plus de 10 000 hommes à la guerre permet aux Persans, dont les forces sont moins entraînées et composées en grande partie de cavalerie irrégulière, de résister de manière honorable.

## Guerre sainte et fin de la guerre
Les Iraniens intensifient leurs efforts vers la fin du conflit, en déclarant la guerre sainte contre la Russie en 1810. Mais le résultat est peu convaincant. La technologie et la tactique des Russes leur assurent une série de victoires stratégiques, culminant avec les victoires de Piotr Kotliarevski (en) à la bataille d'Aslanduz (1812) et à Lenkoran (aujourd'hui Lankaran en Azerbaïdjan) (1813). Quand l'Iran admet sa défaite, les termes du traité de Golestan cèdent une grande partie des terres disputées à la Russie. Jusqu'alors puissants, les khans de la région sont forcés de rendre hommage à la Russie. Cette guerre fit environ 19 000 morts et plus de 50 000 blessés pour les deux Empires.[réf. nécessaire]